# 坪阳乡
坪阳乡，是中华人民共和国湖南省怀化市通道侗族自治县下辖的一个乡镇级行政单位。

## 行政区划
坪阳乡下辖以下地区：
坪阳村、新寨村、桐木村、马安村、马田村、横溪村、东江村、城旋村、孟龙村、老寨村、新江村和三盘村。